# Primeira Frota

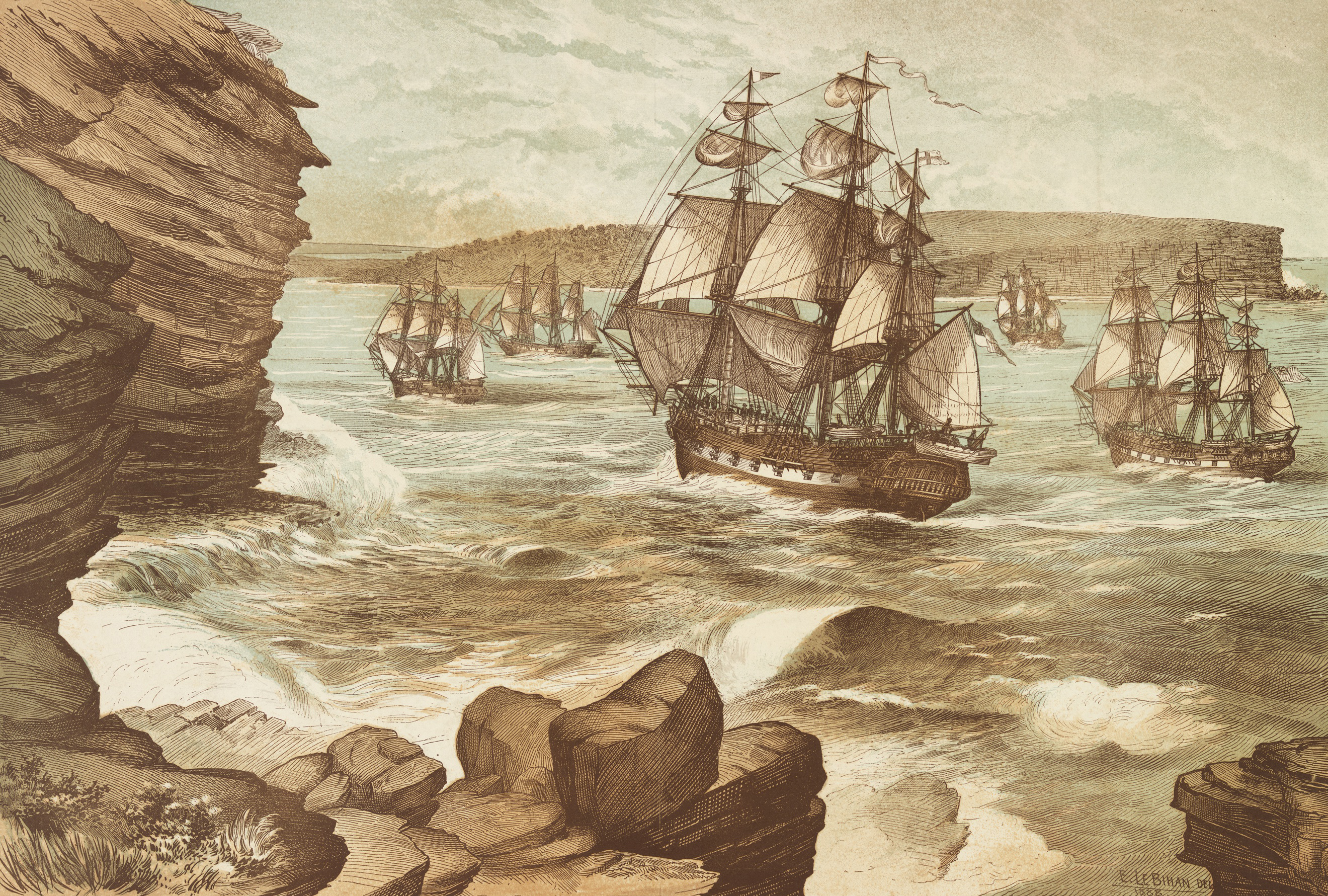
Litografia da primeira frota entrando em Port Jackson, 26 de janeiro de 1788, por Edmund Le Bihan

A chamada "First Fleet" (Primeira Frota) é o nome pela qual é conhecida a frota britânica que conduziu os primeiros colonos para a Austrália.

## História
Lord Sandwich, juntamente com o presidente da Royal Society, Sir Joseph Banks, o eminente cientista que acompanhou o tenente James Cook em sua viagem de 1770, defendia o estabelecimento de uma colônia britânica em Botany Bay, Nova Gales do Sul. Banks aceitou uma oferta de assistência do legalista americano James Matra em julho de 1783. Sob a orientação de Banks, ele rapidamente produziu "A Proposal for Establishing a Settlement in New South Wales" (24 de agosto de 1783), com um conjunto totalmente desenvolvido de razões para uma colônia composta por legalistas americanos, chineses e habitantes das Ilhas do Mar do Sul (mas não condenados). A decisão de estabelecer uma colônia na Austrália foi tomada por Thomas Townshend, Lord Sydney, Secretário de Estado do Ministério do Interior. Isso foi tomado por duas razões: o fim do transporte de criminosos para a América do Norte após a Revolução Americana, bem como a necessidade de uma base no Pacífico para combater a expansão francesa.
Em setembro de 1786, o capitão Arthur Phillip foi nomeado comodoro da frota, que veio a ser conhecida como a Primeira Frota, que deveria transportar os condenados e soldados para estabelecer uma colônia em Botany Bay. Ao chegar lá, Phillip assumiria os poderes de Capitão-General e Governador-em-Chefe da nova colônia. Uma colônia subsidiária seria fundada na Ilha Norfolk, como recomendado por Sir John Call e Sir George Young, para aproveitar para fins navais o linho nativo (harakeke) e a madeira daquela ilha.
O custo para a Grã-Bretanha de equipar e despachar a frota foi de £ 84 000 (cerca de £ 9,6 milhões, ou US $ 19,6 milhões em 2015).